# Nemzetközi Tojásfesztivál
A Nemzetközi Tojásfesztivál évente megrendezésre kerülő fesztivál volt Siófokon.

## A tojás világnapja
A Tojás Világszövetség 1996-ban határozott úgy, hogy minden év októberének 2. péntekjén ünneplik a tojás világnapját (World Egg Day), és az egész hetet kinevezik a tojás világhetének. Céljuk a tojás népszerűsítése, a tévhitek eloszlatása és az egészséges táplálkozásban betöltött fontos szerepének tudatosítása.

## Nemzetközi tojásfesztivál

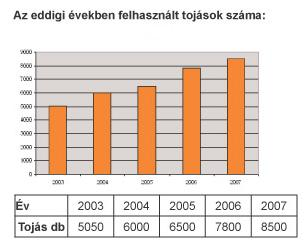
A 2003 és 2007 között felhasznált tojások száma

2003-tól 2011-ig Siófokon minden évben megrendezték a Nemzetközi Tojásfesztivált, mely a tojás világnapján, azaz az adott év októberének második péntekén kezdődött, és vasárnapig tartott. Céljaik azonosak voltak a Tojás Világszövetsége által kitűzött célokkal és kiegészül a balatoni szezon meghosszabbításának szándékával.
- A Siófoki Tojásfesztivál képekben

## Programok
- Népművészeti és kézműves vásár
- Mezőgazdasági és élelmiszeripari kiállítás
- Tojásművészeti kiállítás
- Szakmai nap
- Szórakoztató programok az egész családnak
- Guinness-rekordkísérlet

## Guinness-rekord
A fesztivál utolsó napján minden évben rekordméretű tojásos ételt készítettek Benke Laci bácsi irányításával.
2007-ben a Kodály emlékév tiszteletére a zeneszerző kedvenc tojásos ételét, tojáspörköltet készítettek 8500 darab tojásból. Az elkészült ételt a látogatók között osztották szét, 2007-ben 3500 adagot fogyaszthattak el az érdeklődök.